# Shinzen Young
Shinzen Young (真善 Shinzen?) es un maestro estadounidense de meditación  Vipassana.  Si bien el Vipassana es tradicionalmente una técnica  Theravāda, Shinzen fue ordenado en Japón como monje en la tradición  Shingon . Además  se abocó al estudio y a la práctica exhaustiva de otras tradiciones, tales como el Zen ,  Lakota Sioux y el Shamanismo.
Shinzen enseñó filosofîa en el Chapman College y enseñó religión, física y matemáticas en el Ernest Holmes College. Shinzen suele emplear conceptos matemáticos o científicos para ilustrar los conceptos abstractos de la meditación.  

## Libros
- Break Through Pain: A Step-by-Step Mindfulness Meditation Program for Transforming Chronic and Acute Pain (2006) ISBN 1-59179-199-5
- Emotional Healing through Mindfulness Meditation: Stories and Meditations for Women Seeking Wholeness (2002) ISBN 0-89281-998-7
- The Beginner's Guide to Meditation (2002) ISBN 1-56455-971-8

## Audios
- The Science of Enlightenment (2005) ISBN 1-59179-232-0
- Pain Relief (2004) ISBN 1-59179-180-4
- Beginner's Mind: 3 Classic Meditation Practices Especially for Beginners (1999) ISBN 1-56455-733-2
- Break Through Difficult Emotions: How to Transform Painful Feelings With Mindfulness Meditation (1997) ISBN 1-56455-441-4
- Break Through Pain: How to Relieve Pain Using Powerful Meditation Techniques (1997) ISBN 1-56455-365-5
- Meditation in the Zone: How to Turn Your Workout into a High-Quality Meditation (1996) ISBN 1-56455-392-2
- Five Classic Meditations: Mantra, Vipassana, Karma Yoga, Loving Kindness, Kabbalah (1990) ISBN 1-55927-035-7 (2004) ISBN 1-59397-521-X